# Powiat Yama
Powiat Yama (jap. 耶麻郡 Yama-gun) – powiat w Japonii, w prefekturze Fukushima. W 2024 roku liczył 23 495 mieszkańców.

## Miejscowości
- Bandai
- Inawashiro
- Nishiaizu
- Kitashiobara